# Grzegorz Szewczyk
Grzegorz Paweł Szewczyk – polski leśnik, doktor habilitowany nauk rolniczych, profesor na Uniwersytecie Rolniczym im. Hugona Kołłątaja w Krakowie, specjalista od użytkowania lasu oraz arborystyki.

## Kariera naukowa
W 1990 roku na Uniwersytecie Rolniczym im. Hugona Kołłątaja w Krakowie uzyskał tytuł magistra inżyniera w zakresie leśnictwa. W tym samym roku został zatrudniony na tejże uczelni, a w 2007 roku na jej Wydziale Leśnym uzyskał stopnień doktora nauk rolniczych w zakresie leśnictwa na podstawie rozprawy pt. Model kategoryzacji warunków pracy dla wybranych technologii pozyskiwania drewna w drzewostanach trzebieżowych, której promotorem był Janusz Sowa. W 2015 roku ten sam wydział nadał mu stopień doktora habilitowanego nauk rolniczych w dyscyplinie leśnictwa na podstawie pracy pt. Model strukturalny dynamiki zmienności pracy na wybranych stanowiskach roboczych w pozyskiwaniu i zrywce drewna.